# 風来軒

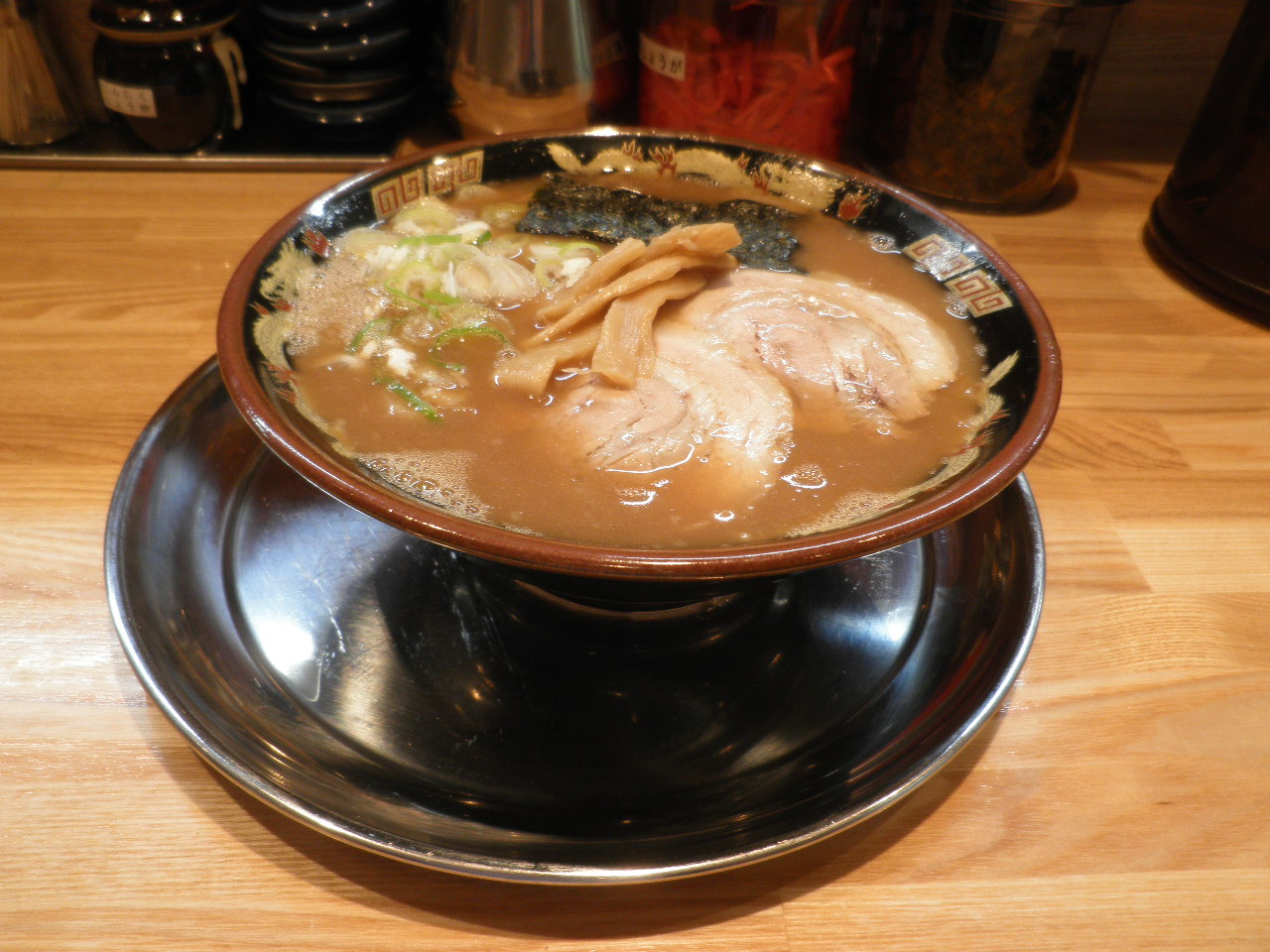
風来軒のラーメン

風来軒（ふうらいけん）は、宮崎県宮崎市に本店を置くラーメンチェーン店。店の代表的なメニューであるとんこつラーメンは濃厚なスープのこってり感が特徴。麺は細めのちぢれ麺。
宮崎県内各地はもちろん兵庫県にもグループ店やフランチャイズ店をおく。かつては東京都立川市のラーメンスクエア内にも出店したこともある。
弟子に無鉄砲グループ代表赤迫重之がいる。

## 概要
1989年創立。創業者は中野浩（2017年没）。
2000年代より風来軒は宮崎市外にも出店。のれん分けに伴う店舗が存在する。

## 店舗
2021年1月現在、「風来軒」としての店舗は以下の8
店舗である。
- 宮崎市 - 加納本店、北バイパス店、阿波岐原店、赤江店、大橋店
- 都城市 - 都城店
- 延岡市 - 延岡店
- 日南市 - 日南店

その他系列店は以下の店舗である。
- 宮崎市 - ラーメンガツン！！、 めん亭中野屋、鏡洲麺工房（自社製麺所）

2012年5月18日付けで、阿波岐原店、赤江店の２店舗はのれん分け（フランチャイズ）店舗から離脱した。
大阪府堺市堺区にも大阪本店があるが、公式サイトには載っていない。